# Channichthys aelitae
Channichthys aelitae is een straalvinnige vissensoort uit de familie van de krokodilijsvissen (Channichthyidae). De wetenschappelijke naam van de soort is voor het eerst geldig gepubliceerd in 1995 door Gennadiy A.Shandikov.